# Beso de moza
El beso de moza es una especie de bombón, el cual es muy conocido en varios países. Está compuesto de un trozo de merengue italiano o suizo cubierto de chocolate amargo o semiamargo, y cuya base es una galleta o barquillo. La primera vez que se hizo una mezcla de merengue con cobertura de chocolate data del siglo XIX en Dinamarca.

## Nombres comunes

### Europa
En Alemania, su país de origen, es conocido por muchos nombres como Schokokuss (beso de chocolate), Schaumkuss (beso de espuma) y otros polémicos como Negerkuss (beso de negro) y Mohrenkopf (cabeza de moro). En España se llama negrito o negrito de merengue, en Francia se llama tête de nègre (cabeza de negro). En el Reino Unido se llama Tunnock's teacake.

### América

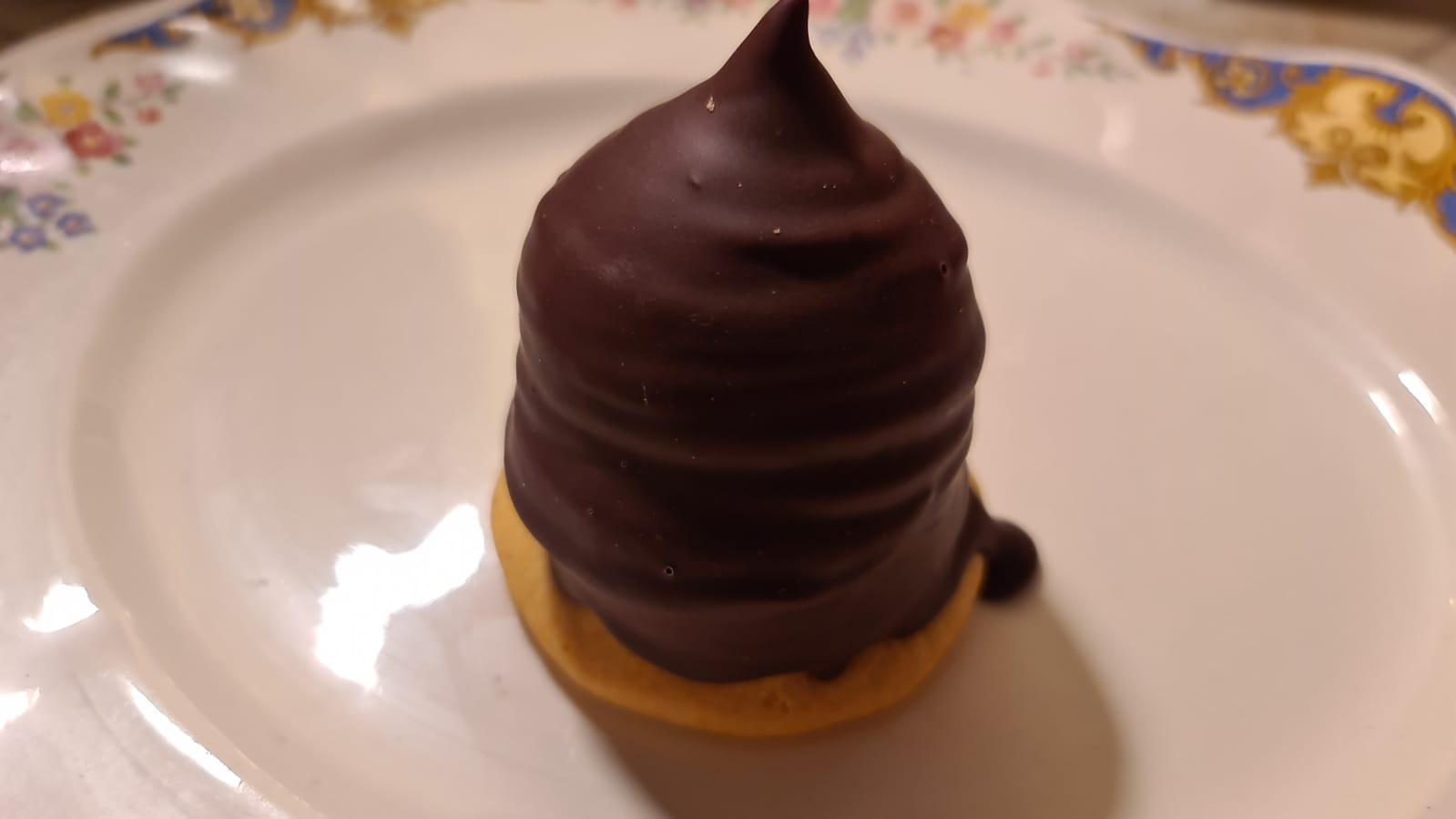
Ricardito de panadería en Uruguay

En la Argentina se comercializó a comienzos de la década de 1970 con el nombre de angelito negro y posteriormente como "cremocoa" de establecimientos Terrabusi, aunque ya no se produce y solo se consiguen los "Ricarditos" uruguayos. En Uruguay se lo conoce como ricardito, marca bajo la cual es elaborado, desde los años 1960, por la chocolatería uruguaya Ricard, hoy parte de Grupo Bimbo. En el Perú es conocido como beso de moza y es comercializado por Nestlé. En Colombia es conocido como beso de negra o chocmelo, y es un dulce que es muy conocido y en general muy aceptado, en especial por los niños, para llevarlos al colegio en su refrigerio. En el Ecuador es conocido como beso de amor y es comercializado por Nestlé. En Bolivia se conoce como beso de negro y es fabricado por chocolates Cóndor. En el Brasil se llama Teta-de-negra. También se le llama pinito.

## Historia
Si bien existen indicios que se inventó en Dinamarca, donde se lo conoce el dulce como flødebolle  (bollo de crema en danés), Annette Hoff, historiadora danesa, señala su origen en Escocia en 1895. La industrialización del producto se produjo a comienzos del siglo XX, cuando la chocolatera danesa Elvirasminde empezó a elaborarlo en serie en 1905, si bien una empresa canadiense, conocida como Viau, ya lo elaboraba años atrás. Posteriormente siguió su elaboración por Nabisco en 1913, y en Italia, bajo el nombre de bulgaritos.